# Shrewsbury and Atcham
Shrewsbury and Atcham war ein Verwaltungsbezirk mit dem Status eines Borough in der Grafschaft Shropshire in England. Verwaltungssitz war die Stadt Shrewsbury, in der fast drei Viertel der Bevölkerung des Boroughs lebte. Ansonsten bestand der Bezirk lediglich aus kleinen Dörfern, darunter Atcham, Bayston Hill und Pontesbury. Shrewsbury ist die Stadt der Blumen und Geburtsort von Charles Darwin. 
Der Bezirk wurde am 1. April 1974 gebildet und entstand aus der Fusion des Municipal Borough Shrewsbury und des Rural District Atcham. Am 1. April 2009 wurde er aufgrund einer Gebiets- und Verwaltungsreform aufgelöst.
Koordinaten: 52° 38′ N, 2° 46′ W